# SN 2002hs
SN 2002hs – supernowa odkryta 2 listopada 2002 roku w galaktyce A033218-2748. W momencie odkrycia miała maksymalną jasność 25,60m.